# Sonho de uma Noite de Verão (1999)
Sonho de uma Noite de Verão (A Midsummer Night's Dream, no original) é um filme de produção ítalo-britânica-estadunidense de 1999, do gênero comédia, dirigido por Michael Hoffman.
É uma das versões cinematográficas da comédia homônima de Shakespeare.

## Sinopse
No início do século XX em Monte Atena, na Itália, o duque Theseus está prestes a se casar com Hipólita e, paralelamente, precisa resolver um problema, pois Egeus quer invocar uma lei para obrigar Hermia, filha de Theseus, a se casar com Demetrius. Caso não concorde, ela se tornará uma freira, mas ela ama realmente Lysander e está disposta a passar toda a sua vida em um convento a entregar sua virgindade para um homem que não ama. Ironicamente, Helena se desespera, pois ama Demetrius mas dificilmente poderá desposá-lo. Enquanto os mortais tentam resolver estas diferenças, Oberon, o rei dos duendes que habitam a floresta, ordena que Puck, um duende que lhe serve, coloque filtros mágicos nos olhos dos mortais, para resolver o problema. Mas Puck comete um erro que aumenta ainda mais a confusão. Paralelamente, Oberon se desentende com Titania, a rainha das fadas e a faz se apaixonar por Nick Bottom, um ator com cara de burro.

## Elenco
- Kevin Kline .... Nick Bottom
- Michelle Pfeiffer .... Titânia
- Rupert Everett .... Oberon
- Stanley Tucci .... Puck
- Anna Friel .... Hérmia
- Calista Flockhart .... Helena
- Christian Bale .... Demetrius
- Dominic West .... Lisandro
- David Strathairn .... Teseu
- Sophie Marceau .... Hipólita
- Roger Rees .... Peter Quince
- Max Wright .... Robin Starveling
- Gregory Jbara .... Snug
- Bill Irwin .... Tom Snout
- Sam Rockwell .... Francis Flute
- Bernard Hill .... Egeus

## Prêmios e indicações
Shanghai International Film Festival 1999 (China)
- Venceu na categoria de melhor tecnologia.